# Nagyszombati Érseki Katolikus Gimnázium
Az esztergomi érsek fenntartásában működő középiskola 1852 és 1918 között.

## Története
Nagyszombat városának már a 16. század első felében népes városi iskolája volt. A törökök elől a városba menekült esztergomi káptalani iskolával Oláh Miklós érsek vonta össze, majd 1561-ben a jezsuitákra bízta az intézményt. A rend 1569-es távozása után is tovább működött az iskola és az ellenreformáció egyik központjává vált. 1616-ban alakult újjá a jezsuita kollégium és hamarosan az ország egyik legnépszerűbb gimnáziuma lett, ahová a magyar nemesség és polgárság felső rétegének családja egyaránt szívesen járatták gyermekeiket. 1624-ben Pázmány Péter konviktust alapított a nemes ifjak számára. 1773-ban  feloszlatták a jezsuita rendet, így az iskolában a továbbiakban világi papok, többnyire az egykori jezsuita szerzetesek végezték a tanítást.
I. Ferenc császár 1802-ben a bencés rendnek adta át az intézményt, akik csak 1807-től kezdve tudtak tanárokat biztosítani a gimnáziumba, mely ekkor a trinitáriusok egykori kolostorában működött. Az 1850-ben kiadott Entwurf következtében csak négy osztályos algimnáziumként folytathatta működését az iskola, aminek a tanítás nyelve előbb német, majd 1844 után a magyar volt. 1852-ben az esztergomi érsekség kezébe került az iskola, miután Scitovszky János érsek egyesítette az érseki líceummal, ezzel nyolc osztályos főgimnáziummá fejlesztette. Ettől kezdve hívták Érseki Katolikus Gimnáziumnak, ahol az egyházmegye papjai tanítottak.
Scitovszky hercegprímás 1865-ben 200 000 forintnyi alapítványt tett, hogy a főgimnázium fennállását örök időkre biztosítsa, és szabályozta a gimnáziumhoz és a konviktus viszonyát. A konviktust 1871-ben Simor János érseksége idején újra szabályozták, és összesen 38 alapítványi helyet biztosítottak, de ezeken kívül  fizető növendékek felvehetők voltak, de a növendékek száma nem haladhatta meg a 120-at. A konviktus kormányzója rendszerint a főgimnázium igazgatója volt. A főgimnázium a középiskolai törvény értelmében a vallás- és közoktatásügyi miniszter vezetése alatt állt, tanterve megegyezett az állami középiskolák tantervével. Gyűjteményei közül a könyvtár érdemelt említést, mely a 19. század végén több mint 22 000 kötetet foglalt magában.
Trianon után a gimnázium katolikus jellegű maradt, de 1919-ben szlovák tannyelvű reálgimnáziummá alakították át, majd 1948-ban államosították.

## Híres tanárai
| Nevezetes tanárok          | Nevezetes tanárok                                                                 |
| Név                        | Foglalkozás                                                                       |
| -------------------------- | --------------------------------------------------------------------------------- |
| Samassa József             | egri érsek                                                                        |
| Hidasy Kornél              | szombathelyi püspök                                                               |
| Császka György             | kalocsai érsek                                                                    |
| Meszlényi Gyula            | szatmári püspök                                                                   |
| Hetyey Sámuel              | pécsi püspök                                                                      |
| Knauz Nándor               | pozsonyi prépost, történész                                                       |
| Pór Antal                  | esztergomi kanonok, történész                                                     |
| Fraknói Vilmos             | nagyváradi kanonok, történész                                                     |
| Hudyma Emil (1876-1950)    | gimnáziumi tanár, igazgató, tiszteletbeli kanonok                                 |
| Schlick István (1840-1907) | gimnáziumi tanár, igazgató, apostoli főjegyző, pápai prelátus, esztergomi kanonok |

## Neves diákok
- Druga László (1875-1952) pápai kamarás, esperes, nógrádmegyeri plébános, néprajzi gyűjtő.
- Jantausch Pál (1870-1947) püspök, nagyszombati apostoli kormányzó.

## Szakirodalom
- Békefi Remig: Oláh Miklós nagyszombati iskolájának szervezete. Bp., 1898.
- Gere Ferenc-Katona Mihály: A nagyszombati gymnázium történetének 200 éves múltjáról. Nagyszombat, 1896.
- Horváth Zoltán: A nagyszombati katholikus érseki főgimnázium története. Nagyszombat, 1895.